# Семенки (Сморгонский район)
Семенки́ (бел. Семянкі́, пол. Siemionki) — деревня в Сморгонском районе Гродненской области Белоруссии.
Входит в состав Вишневского сельсовета.
Расположена у восточной границы района, неподалёку от реки Спяглица. Расстояние до районного центра Сморгонь по автодороге — около 27 км, до центра сельсовета агрогородка Вишнево по прямой — 10 км. Ближайшие населённые пункты — Лещеняты, Нефеды, Теляки. Площадь занимаемой территории составляет 0,1981 км², протяжённость границ 3500 м.

## История
Деревня отмечена на карте Шуберта (середина XIX века) в составе Войстомской волости Свенцянского уезда Виленской губернии. В 1864 году Семенки насчитывали 50 ревизских душ, 12 дворов и 120 жителей католического вероисповедания. Входили в состав деревенского округа Локачи и являлись частью владения Шымковичей.
После Советско-польской войны, завершившейся Рижским договором, в 1921 году Западная Белоруссия отошла к Польской Республике и деревня была включена в состав новообразованной сельской гмины Войстом Свенцянского повета Виленского воеводства. 1 января 1926 года гмина Войстом была переведена в состав Вилейского повета.
В 1938 году Семенки насчитывали 32 дыма (двора) и 162 души.
В 1939 году, согласно секретному протоколу, заключённому между СССР и Германией, Западная Белоруссия оказалась в сфере интересов советского государства и её территорию заняли войска Красной армии. Деревня вошла в состав новообразованного Сморгонского района Вилейской области БССР. После реорганизации административного-территориального деления БССР деревня была включена в состав новой Молодечненской области в 1944 году. В 1960 году, ввиду новой организации административно-территориального деления и упразднения Молодечненской области, Семенки вошли в состав Гродненской области.

## Население
Согласно переписи население деревни в 1999 году насчитывало 195 человек.

## Транспорт
Автодорогой местного значения Н6746 Семенки связаны с автодорогой Вишнево — Войстом — Рацевичи.

## Достопримечательности
В деревне находятся две придорожных часовни, одна из которых построена в 1907 году (на южной окраине), другая в конце XIX — начале XX веков, перестроена после 1985 года (на северной окраине).